# Tricentrogyna collustrata
Tricentrogyna collustrata là một loài bướm đêm trong họ Geometridae.